# Archiminolia tenuiseptum
Archiminolia tenuiseptum är en snäckart som beskrevs av B.A. Marshall 1999. Archiminolia tenuiseptum ingår i släktet Archiminolia och familjen pärlemorsnäckor. Inga underarter finns listade i Catalogue of Life.